# Rapoto von Abenberg

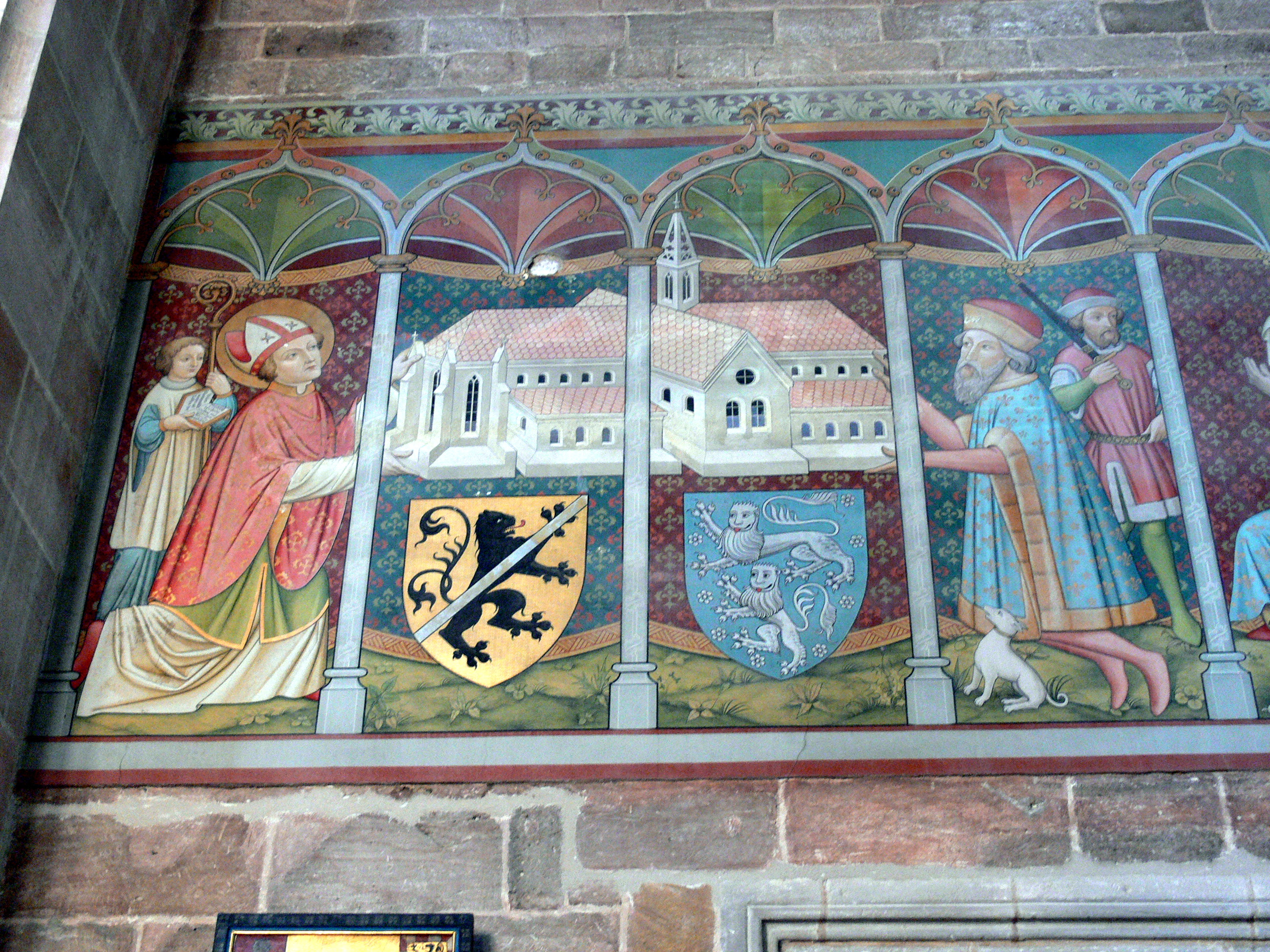
Stiftung des Klosters Heilsbronn durch Rapoto von Abenberg

Graf Rapoto von Abenberg (* 1122; † 1172) war Bamberger Hochstiftsvogt aus dem Geschlecht derer von Abenberg.
Er war verheiratet mit Mathilde, Tochter des Dedo IV. von Wettin und der Bertha von Groitzsch oder von Morungen, die ihm 1143 nach dem Tod ihres Bruders Heinrich bedeutende Güter wie Leisnig und Colditz zubrachte. Nach 1147 verkaufte Rapoto diese Güter an Herzog Friedrich III. von Schwaben, den späteren Kaiser Friedrich I. (Barbarossa), der sie 1158 in Reichsgut umwandelte. 
1132 stifteten Rapoto und Bischof Otto von Bamberg das Kloster Heilsbronn; es gehörte zum Einzugsbereich des Bistums Bamberg.
Seine Tochter Hildegard heiratete Konrad II. von Raabs, aus welcher Verbindung Sophia von Raabs entsprang.